# Полтава (прикордонний корабель)
«Полта́ва» (BG51) — прикордонний сторожовий корабель проєкту 1241.2 (шифр «Молнія-2», англ. Pauk-I class за класифікацією НАТО), корабель морської охорони 2-го рангу Державної прикордонної служби України. До 08.08.1995 — ПСКР-813.

## Особливості проєкту
Проєкт 1241.2 — серія малих протичовнових кораблів, які будувалися в СРСР для військово-морського флоту і морських частин прикордонних військ КДБ у вісімдесятих роках XX століття.
Прикордонний варіант корабля практично повторює протичовновий варіант корабля 1241.2 проєкту. Створений на базі розробленого в 1973 році ЦКБ «Алмаз» проєкту ракетного катера 1241 відрізняється від нього озброєнням (відсутність ударного комплексу, замість нього посилене протичовнове озброєння), більш економічною енергетикою (замість газотурбінної енергетичній установці застосована економічніша дизельна). Фактично, проєкти 1241.1 і 1241.2 виявилися різними типами кораблів.
Всього в 1976—1987 роках було побудовано 29 кораблів проєкту 1241.2, у тому числі для ВМФ — 9 одиниць, решта — для морчастин прикордонних військ.

## Історія корабля
Прикордонний сторожовий корабель заводський номер 516 був закладений в на стапелі Ярославського суднобудівного заводу 25 жовтня 1985 року. При закладці отримав шифр ПСКР-816. Спущений на воду 18 вересня 1986 року і 25 жовтня зарахований в списки морських частин прикордонних військ.
Після переходу внутрішніми водними шляхами спочатку в Азовське море, а звідти в Чорне для проходження здавальних випробувань, став до ладу 30 червня 1987 року і увійшов до складу Балаклавської окремої бригади прикордонних сторожових кораблів МПЧ КДБ Західного прикордонного загону.
Наказом № 314 Голови Державного комітету в справах охорони державного кордону України від 8 серпня 1995 року ПСКР-813 присвоєно почесну назву корабель морської охорони «Полтава».
27 травня 2010 року корабель «Полтава» з категорії «озброєння і військова техніка» перейшов до категорії «технічне майно» Держприкордонслужби, яке може бути відчужено. За даними термін експлуатації для кораблів проєкту 1241.2 складає 20 років, а «Полтава» цьогоріч (2011 рік) відсвяткувала 24-річчя.

## На охороні державного кордону України
За час перебування в експлуатації корабель пройшов 85846 морських миль, знаходився в морі 5898 ходових годин (на кінець 2010 року).
З 1995 року ПСКР «Полтава» неодноразово брав участь у затримання іноземних браконьєрських рибопромислових шхун у виключній (морській) економічній зоні України.
- 1995 рік — 30 квітня «Полтавою» затримана турецька рибопромислова шхуна «Ніхат Каптан» (тур. Nihat Kaptan), яка здійснювала незаконний промисел чорноморської камбали-калкан у виключній (морській) економічній зоні України;
- 1996 рік — 11 квітня затримана турецька браконьєрська рибопромислова шхуна «Сулейман Куршун» (тур. Suleiman Kurshun);
- 1997 рік — 28 березня затримана турецька рибопромислова шхуна «Демержі Оглу» (тур. Demergi Oglu), яка займалась незаконним виловом цінних порід риби;
- 2005 рік — 17 березня у взаємодії з прикордонною авіацією затримані дві турецькі рибопромислові шхуни «Юсуф Каптан Оглу» (тур. Yusuf Kaptan Oglu) і «Гірітлі Оглу-2» (тур. Giritli Oglu — 2), що здійснювали незаконний вилов камбали-калкан та інших цінних порід риби. За рішенням суду турецькі рибалки відшкодували збитки, нанесені нашій державі в розмірі близько 120 тис. грн. Після цього порушники були видворенні кораблем морської охорони «Полтава» за межі територіального моря України. Президент України Віктор Андрійович Ющенко високо оцінив дії моряків-прикордонників по захисту інтересів держави у її виключно (морській) економічній зоні. Командир корабля, капітан 2 рангу Зарва С. В., був перший в Україні нагороджений орденом «За мужність» III-го ступеня, старший помічник командира — командир оглядової групи № 1 капітан 3 рангу Гіренко Р. Л. — медаллю «За віру та вірність»; заступник командира по роботі з особовим складом — командир оглядової групи № 2 капітан 3 рангу Лисюк О. І. — відзнакою Держкомкордону України «За мужність в охороні державного кордону України», всі військовослужбовці корабля були заохочені Головою Державної прикордонної служби України генерал-полковником Литвином.

В квітні 1997 року «Полтава», під командуванням капітана 2 рангу Сергія Зарви, вперше за роки незалежності України та історії морської охорони Державної прикордонної служби України здійснила закордонний похід — діловий візит в Республіку Грузія.
В квітні 2006 року, при знаходженні на охороні виключно (морської) економічної зони України, отримавши міжнародний сигнал лиха SOS, «Полтава» в штормових умовах прийшла на допомогу турецькій шхуні «Кансу» (тур. Kansu). Шхуна, що терпіла біду була відбуксирована до Севастополя, врятоване життя вісьмом турецьким рибалкам.
Понад 15 років над кораблем шефствує місто Полтава. Стало традицією щороку обмінюватися дружніми візитами — 23 вересня командир корабля і члени екіпажу їдуть до Полтави привітати шефів з Днем міста, а 11 липня на борт корабля з найкращими побажаннями та подарунками піднімаються почесні полтавські гості.

## Список командирів корабля
| Період командування     | Командир корабля                               |
| ----------------------- | ---------------------------------------------- |
| 01.03.1987 — 12.08.1991 | капітан 2 рангу Щербин Йосиф Кіндратійович     |
| 01.10.1991 — 20.02.1994 | капітан 2 рангу Смєлков Олександр Миколайович  |
| 20.02.1994 — 10.06.2000 | капітан 2 рангу Зарва Сергій Валентинович      |
| 10.06.2000 — 23.07.2002 | капітан 2 рангу Сокирко Геннадій Володимирович |
| 23.07.2002 — 14.05.2009 | капітан 2 рангу Шульга Олександр Григорович    |
| 10.07.2009 — 31.07.2010 | капітан 2 рангу Гіренко Руслан Леонідович      |
| з 14.08.2010            | капітан 2 рангу Проворов Олексій Геннадійович  |